# Mesoagathis fuscipennis
Mesoagathis fuscipennis är en stekelart som beskrevs av Cameron 1905. Mesoagathis fuscipennis ingår i släktet Mesoagathis och familjen bracksteklar. Inga underarter finns listade i Catalogue of Life.